# Ondes
Pour les articles homonymes, voir ondes (homonymie).
Ondes (Ondas en occitan) est une commune française située dans le nord du département de la Haute-Garonne, en région Occitanie.
Sur le plan historique et culturel, la commune est dans le Frontonnais, un pays entre Garonne et Tarn constitué d'une succession de terrasses caillouteuses qui ont donné naissance à de riches terroirs, réputés pour leus vins et leurs fruits. Exposée à un climat océanique altéré, elle est drainée par la Garonne, l'Hers-Mort et par divers autres petits cours d'eau. La commune possède un patrimoine naturel remarquable : deux sites Natura 2000 (la « vallée de la Garonne de Muret à Moissac » et « Garonne, Ariège, Hers, Salat, Pique et Neste »), un espace protégé (le « cours inférieur de la Garonne ») et trois zones naturelles d'intérêt écologique, faunistique et floristique.
Ondes est une commune urbaine qui compte 815 habitants en 2022, après avoir connu une forte hausse de la population depuis 1962. Elle fait partie de l'aire d'attraction de Toulouse. Ses habitants sont appelés les Ondains ou  Ondaines.
Le patrimoine architectural de la commune comprend un immeuble protégé au titre des monuments historiques : l'église Saint-Jean-Baptiste, inscrite en 1984.

## Géographie

### Localisation
La commune d'Ondes se trouve dans le département de la Haute-Garonne, en région Occitanie.
Sur le plan historique et culturel, Ondes fait partie du pays toulousain, une ceinture de plaines fertiles entrecoupées de bosquets d'arbres, aux molles collines semées de fermes en briques roses, inéluctablement grignotée par l'urbanisme des banlieues.
Elle se situe à 22 km à vol d'oiseau de Toulouse, préfecture du département, et à 21 km de Léguevin, bureau centralisateur du canton de Léguevin dont dépend la commune depuis 2015 pour les élections départementales.
La commune fait en outre partie du bassin de vie de Grenade.
Les communes les plus proches sont : 
Grenade (1,7 km), Saint-Rustice (3,1 km), Castelnau-d'Estrétefonds (3,9 km), Pompignan (4,0 km), Grisolles (5,4 km), Saint-Jory (6,5 km), Merville (6,7 km), Bouloc (7,7 km).
Ondes est limitrophe de trois autres communes, dont une dans le département de Tarn-et-Garonne.
|         | Grisolles (Tarn-et-Garonne) |                          |
|         | Ondes                       | Castelnau-d'Estrétefonds |
| Grenade |                             |                          |

### Géologie
La commune de Ondes est établie en rive droite sur la première terrasse de la Garonne.
La superficie de la commune est de 657 hectares ; son altitude varie de 102  à   111 mètres.

### Hydrographie

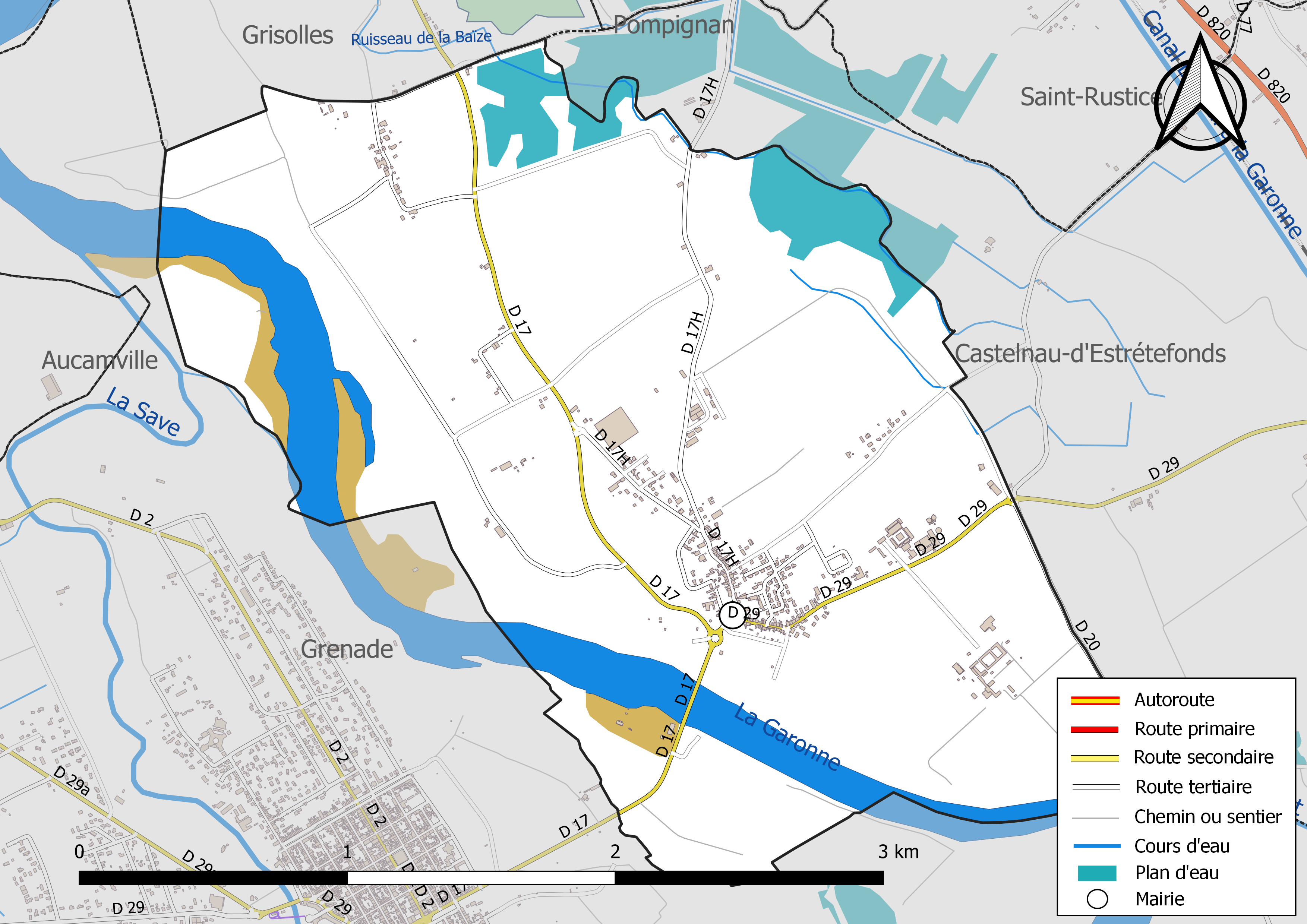
Réseaux hydrographique et routier d'Ondes.

La commune est dans le bassin de la Garonne, au sein du bassin hydrographique Adour-Garonne. Elle est drainée par la Garonne, l'Hers-Mort, le ruisseau de la Baïze et par divers petits cours d'eau, constituant un réseau hydrographique de 7 km de longueur totale,.
La Garonne est un fleuve principalement français prenant sa source en Espagne et qui coule sur 529 km avant de se jeter dans l’océan Atlantique.
L'Hers-Mort, d'une longueur totale de 89,3 km, prend sa source dans la commune de Laurac (11) et s'écoule du sud-est vers le nord-ouest. Il traverse la commune et se jette dans la Garonne à Grenade, après avoir traversé 40 communes.

#### L’inondation des 23 et 24 juin 1875
À compter du 21 juin 1875, une pluie diluvienne se mit à tomber sans discontinuer, provoquant la fonte des neiges dans les Pyrénées, ce qui fit grossir le bassin de la Garonne. Dans la nuit du 23 au 24 juin, les inondations firent de considérables dégâts de Muret à Agen. Ondes fut submergé et détruit en quasi-totalité. Les maisons, souvent construites en terre crue, s’effondrèrent. Seules l’église, la mairie et une maison résistèrent à l’inondation. Les habitants de Ondes durent fuir rapidement en abandonnant leurs biens et on dénombra quatre victimes. Léon Fages, conseiller municipal, mit en place un service de sauvetage. Aidé de quatre hommes du village, il sauva plus de cent cinquante personnes. Le Ministre de la guerre envoya une demi-compagnie d’infanterie pour relever les ruines. Une souscription nationale fut organisée grâce à un immense élan de solidarité en France, mais aussi dans toute l’Europe et même en Amérique. Le niveau atteint par la crue est visible au no 30 de la rue de la Poste, au no 25 de la rue de l’Église et à l’entrée de l’église,,.

### Climat
Pour des articles plus généraux, voir Climat de l'Occitanie et Climat de la Haute-Garonne.
En 2010, le climat de la commune est de type climat du Bassin du Sud-Ouest, selon une étude s'appuyant sur une série de données couvrant la période 1971-2000. En 2020, Météo-France publie une typologie des climats de la France métropolitaine dans laquelle la commune est exposée à un climat océanique altéré et est dans la région climatique Aquitaine, Gascogne, caractérisée par une pluviométrie abondante au printemps, modérée en automne, un faible ensoleillement au printemps, un été chaud (19,5 °C), des vents faibles, des brouillards fréquents en automne et en hiver et des orages fréquents en été (15 à 20 jours).
Pour la période 1971-2000, la température annuelle moyenne est de 13,4 °C, avec une amplitude thermique annuelle de 16 °C. Le cumul annuel moyen de précipitations est de 731 mm, avec 10,1 jours de précipitations en janvier et 5,7 jours en juillet. Pour la période 1991-2020, la température moyenne annuelle observée sur la station météorologique la plus proche, située dans la commune de Blagnac à 17 km à vol d'oiseau, est de 14,2 °C et le cumul annuel moyen de précipitations est de 627,0 mm,. Pour l'avenir, les paramètres climatiques de la commune estimés pour 2050 selon différents scénarios d’émission de gaz à effet de serre sont consultables sur un site dédié publié par Météo-France en novembre 2022.

### Milieux naturels et biodiversité

#### Espaces protégés
La protection réglementaire est le mode d’intervention le plus fort pour préserver des espaces naturels remarquables et leur biodiversité associée,.
Un  espace protégé est présent dans la commune : 
le « cours inférieur de la Garonne », objet d'un arrêté de protection de biotope, d'une superficie de 452,7 ha.

#### Réseau Natura 2000

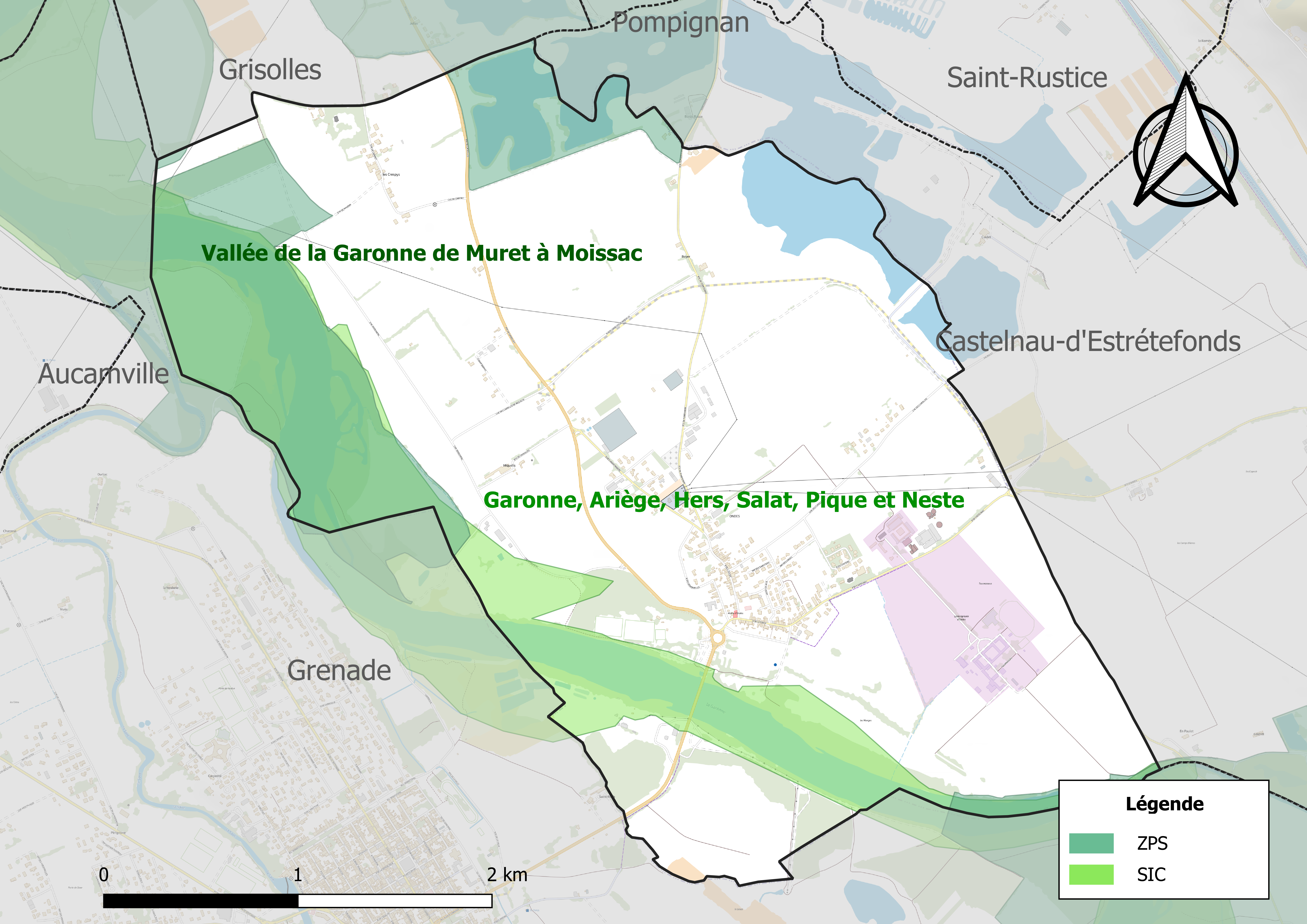
Site Natura 2000 sur le territoire communal.

Le réseau Natura 2000 est un réseau écologique européen de sites naturels d'intérêt écologique élaboré à partir des directives habitats et oiseaux, constitué de zones spéciales de conservation (ZSC) et de zones de protection spéciale (ZPS).
Un site Natura 2000 a été défini dans la commune au titre de la directive habitats :
- « Garonne, Ariège, Hers, Salat, Pique et Neste », d'une superficie de 9 581 ha, un réseau hydrographique pour les poissons migrateurs (zones de frayères actives et potentielles importantes pour le Saumon en particulier qui fait l'objet d'alevinages réguliers et dont des adultes atteignent déjà Foix sur l'Ariège[25]

et un au titre de la directive oiseaux : 
- la « vallée de la Garonne de Muret à Moissac », d'une superficie de 4 493 ha, hébergeant une avifaune bien représentée en diversité, mais en effectifs limités (en particulier, baisse des populations de plusieurs espèces de hérons). Sept espèces de hérons y nichent, dont le héron pourpré, ainsi que le Milan noir (avec des effectifs importants), l'Aigle botté, le Petit gravelot, la Mouette mélanocéphale, la Sterne pierregarin et le Martin-pêcheur[26].

#### Zones naturelles d'intérêt écologique, faunistique et floristique

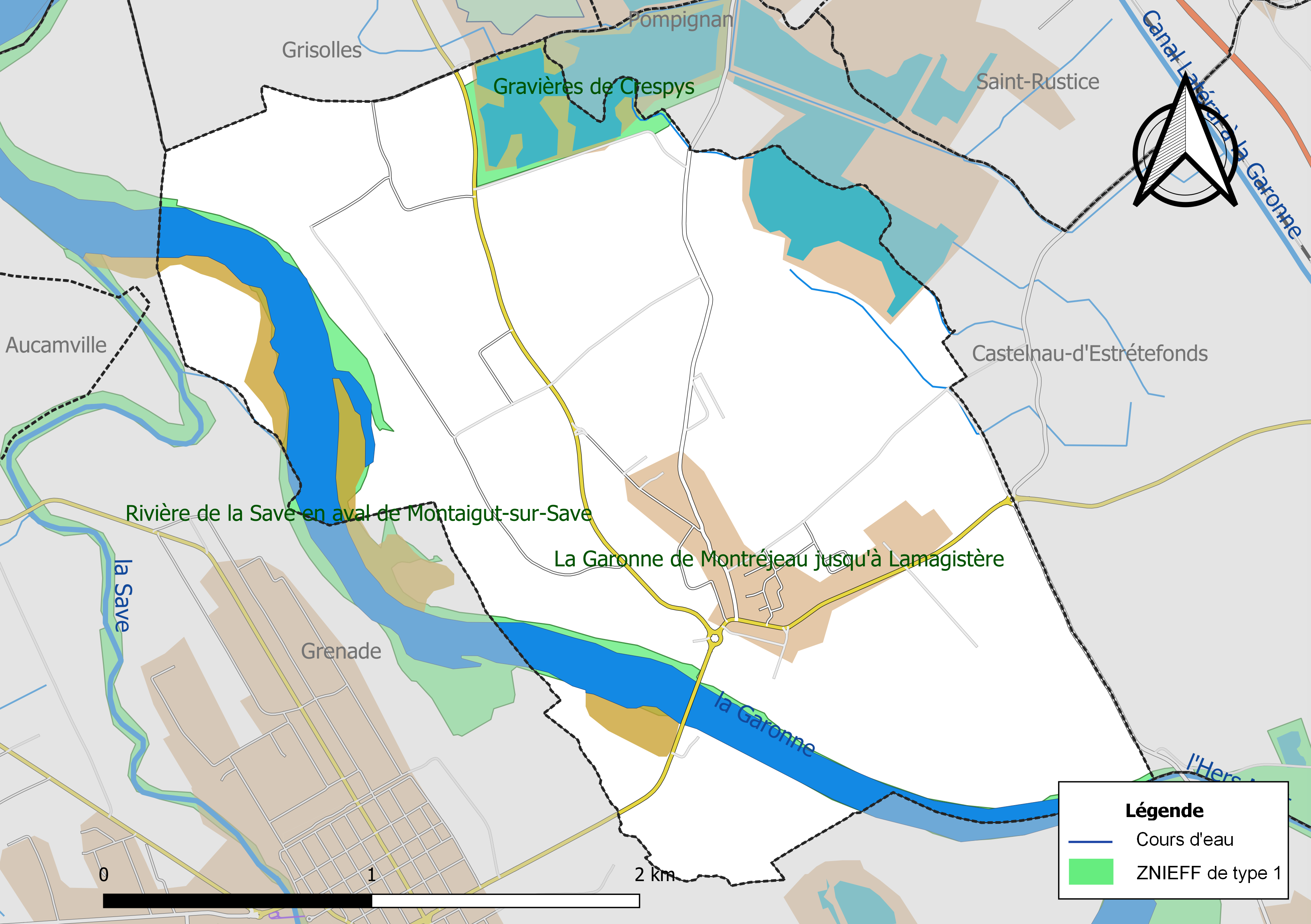
Carte des ZNIEFF de type 1 localisées dans la commune.

L’inventaire des zones naturelles d'intérêt écologique, faunistique et floristique (ZNIEFF) a pour objectif de réaliser une couverture des zones les plus intéressantes sur le plan écologique, essentiellement dans la perspective d’améliorer la connaissance du patrimoine naturel national et de fournir aux différents décideurs un outil d’aide à la prise en compte de l’environnement dans l’aménagement du territoire.
Deux ZNIEFF de type 1 sont recensées dans la commune :
les « gravières de Crespys » (48 ha), couvrant 3 communes dont deux dans la Haute-Garonne et une dans le Tarn-et-Garonne et 
« la Garonne de Montréjeau jusqu'à Lamagistère » (5 075 ha), couvrant 92 communes dont 63 dans la Haute-Garonne, trois en Lot-et-Garonne et 26 en Tarn-et-Garonne
et une ZNIEFF de type 2, : 
« la Garonne et milieux riverains, en aval de Montréjeau » (6 874 ha), couvrant 93 communes dont 64 dans la Haute-Garonne, trois en Lot-et-Garonne et 26 en Tarn-et-Garonne.

## Urbanisme

### Typologie
Au 1er janvier 2024, Ondes est catégorisée ceinture urbaine, selon la nouvelle grille communale de densité à sept niveaux définie par l'Insee en 2022.
Elle est située hors unité urbaine. Par ailleurs la commune fait partie de l'aire d'attraction de Toulouse, dont elle est une commune de la couronne,. Cette aire, qui regroupe 527 communes, est catégorisée dans les aires de 700 000 habitants ou plus (hors Paris),.

### Occupation des sols

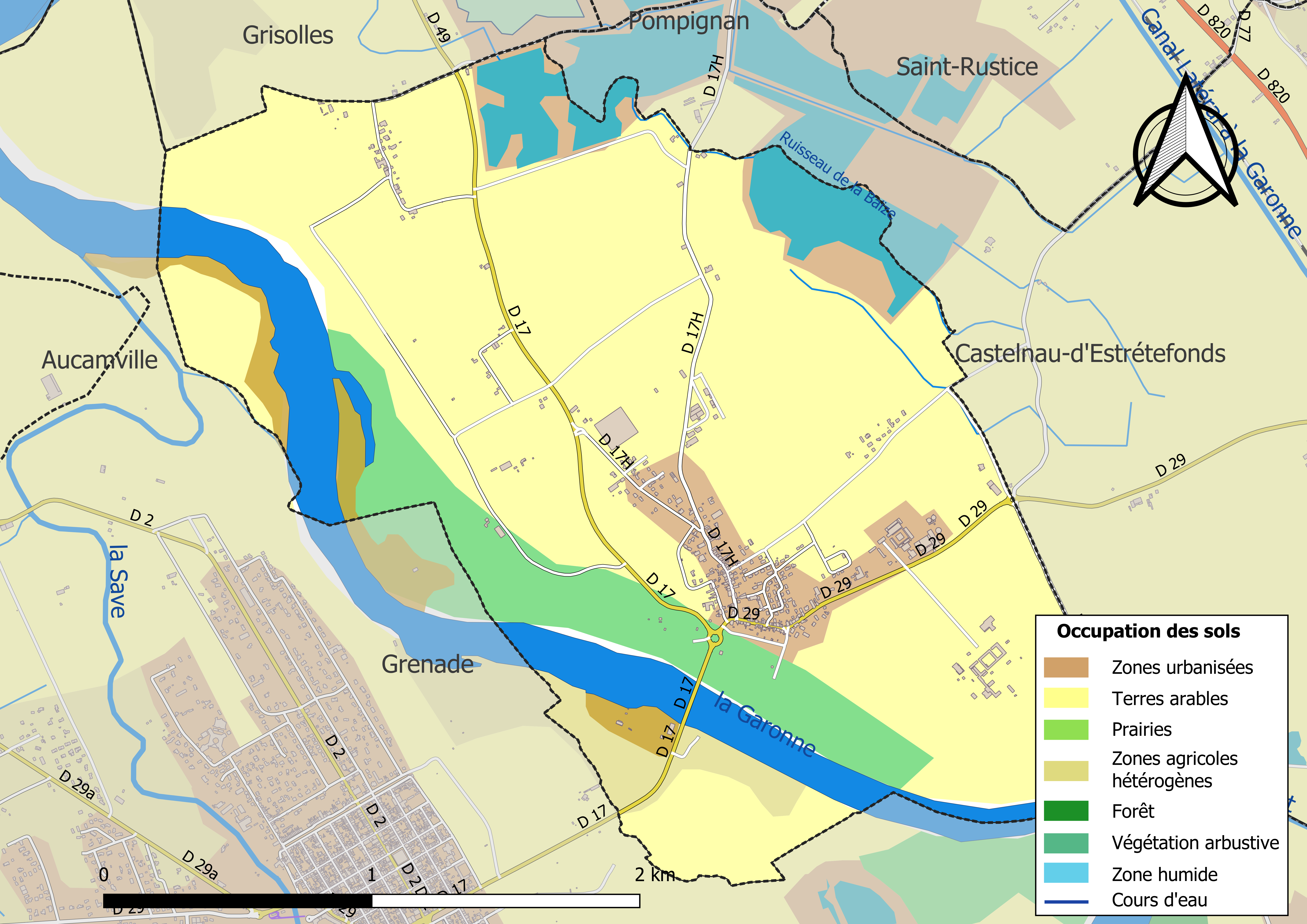
Carte des infrastructures et de l'occupation des sols de la commune en 2018 (CLC).

L'occupation des sols de la commune, telle qu'elle ressort de la base de données européenne d’occupation biophysique des sols Corine Land Cover (CLC), est marquée par l'importance des territoires agricoles (58 % en 2018), en diminution par rapport à 1990 (74,7 %). La répartition détaillée en 2018 est la suivante : terres arables (54,4 %), eaux continentales (14,3 %), zones industrielles ou commerciales et réseaux de communication (12,4 %), milieux à végétation arbustive et/ou herbacée (9,9 %), zones urbanisées (4,8 %), zones agricoles hétérogènes (3,6 %), mines, décharges et chantiers (0,6 %). L'évolution de l’occupation des sols de la commune et de ses infrastructures peut être observée sur les différentes représentations cartographiques du territoire : la carte de Cassini (XVIIIe siècle), la carte d'état-major (1820-1866) et les cartes ou photos aériennes de l'IGN pour la période actuelle (1950 à aujourd'hui).

### Voies de communication et transports
La commune est accessible par la RD820, ex route nationale 20.

#### Transports
La ligne express Hop!302 relie le centre de la commune à la station Borderouge du métro de Toulouse depuis Grenade, la ligne 326 relie la commune à la gare de Castelnau-d'Estrétefonds en correspondance avec les TER Occitanie en direction de Toulouse-Matabiau, la ligne 372 relie la commune à la gare routière de Toulouse depuis Larra, la ligne 377 relie la commune à la gare routière de Toulouse depuis Grisolles et la ligne 388 relie la commune à la station Basso Cambo du métro de Toulouse via la zone aéroportuaire de Blagnac depuis Grenade.
Les gares les plus proches sont la gare de Grisolles ou la gare de Castelnau-d'Estrétefonds desservie par les TER Occitanie, sur la ligne de Bordeaux à Sète (axe Bordeaux - Toulouse).

### Risques majeurs
Le territoire de la commune d'Ondes est vulnérable à différents aléas naturels : météorologiques (tempête, orage, neige, grand froid, canicule ou sécheresse), inondations et séisme (sismicité très faible). Il est également exposé à un risque technologique, la rupture d'un barrage. Un site publié par le BRGM permet d'évaluer simplement et rapidement les risques d'un bien localisé soit par son adresse soit par le numéro de sa parcelle.

#### Risques naturels
Certaines parties du territoire communal sont susceptibles d’être affectées par le risque d’inondation par débordement de cours d'eau, notamment la Garonne. La commune a été reconnue en état de catastrophe naturelle au titre des dommages causés par les inondations et coulées de boue survenues en 1982, 1992, 1993, 1999, 2000, 2009, 2014 et 2022,.

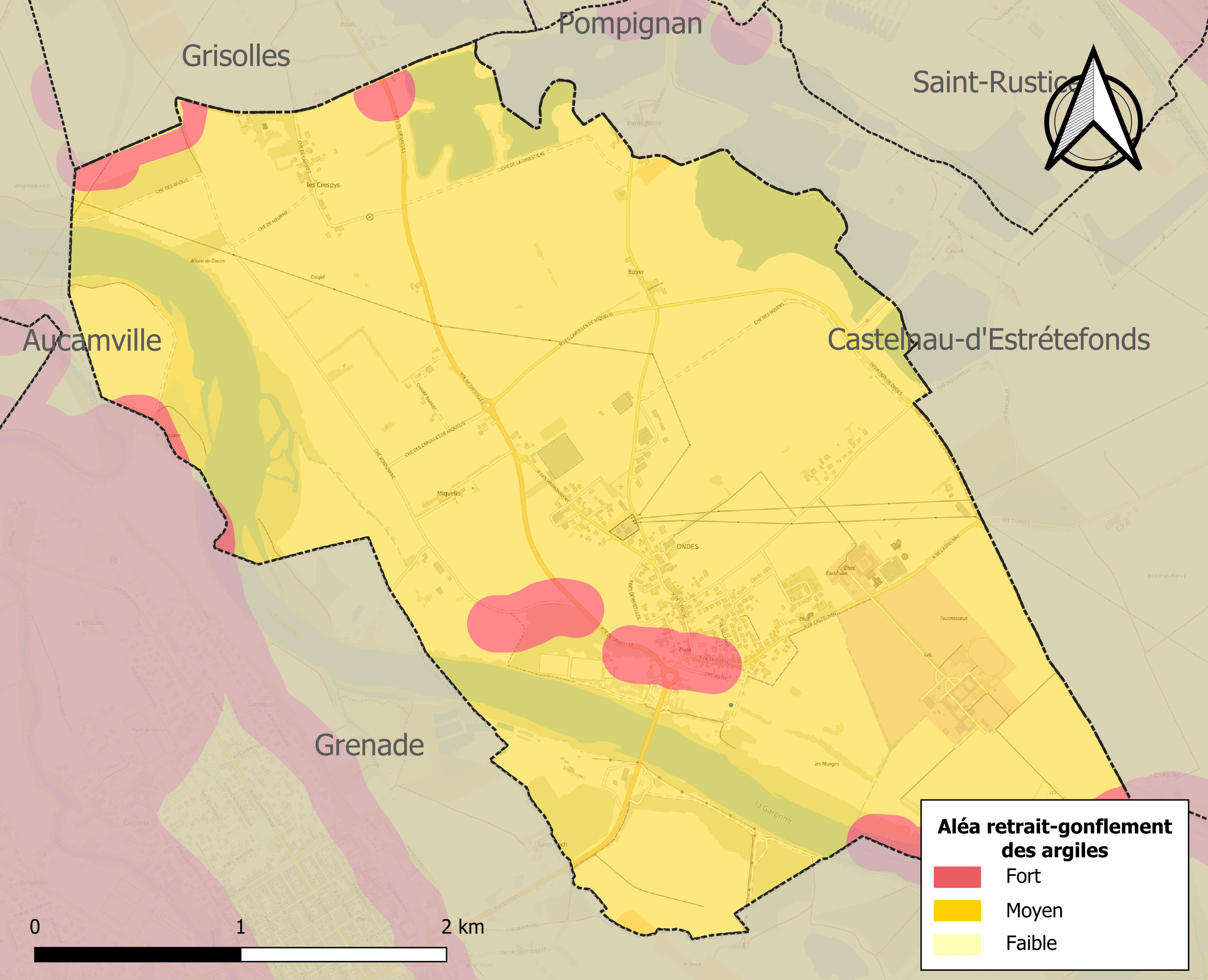
Carte des zones d'aléa retrait-gonflement des sols argileux d'Ondes.

Le retrait-gonflement des sols argileux est susceptible d'engendrer des dommages importants aux bâtiments en cas d’alternance de périodes de sécheresse et de pluie. La totalité de la commune est en aléa moyen ou fort (88,8 % au niveau départemental et 48,5 % au niveau national). Sur les 241 bâtiments dénombrés dans la commune en 2019, 241 sont en aléa moyen ou fort, soit 100 %, à comparer aux 98 % au niveau départemental et 54 % au niveau national. Une cartographie de l'exposition du territoire national au retrait gonflement des sols argileux est disponible sur le site du BRGM,.
Par ailleurs, afin de mieux appréhender le risque d’affaissement de terrain, l'inventaire national des cavités souterraines permet de localiser celles situées dans la commune.
Concernant les mouvements de terrains, la commune a été reconnue en état de catastrophe naturelle au titre des dommages causés par la sécheresse en 1989, 2003, 2006, 2007 et 2012 et par des mouvements de terrain en 1999.

#### Risques technologiques
La commune est en outre située en aval des barrages de Cap de Long sur la Neste de Couplan (Hautes-Pyrénées) et de l'Estrade sur la Ganguise (Aude). À ce titre elle est susceptible d’être touchée par l’onde de submersion consécutive à la rupture d'un de ces ouvrages.

## Histoire

### Héraldique
| Blason de Ondes | Blason  | D'azur à la cotice en barre d'argent, accompagnée en chef de deux sabots d'or l'un au-dessus de l'autre et en pointe de trois poissons d'argent rangés en barre pris dans un filet du même. |
| Blason de Ondes | Détails | Le statut officiel du blason reste à déterminer. |

## Politique et administration

### Administration municipale
Le nombre d'habitants au recensement de 2017 étant compris entre 500 habitants et 1 499 habitants, le nombre de membres du conseil municipal pour l'élection de 2020 est de quinze,.

### Rattachements administratifs et électoraux
Commune faisant partie de la cinquième circonscription de la Haute-Garonne, de la communauté de communes des Hauts Tolosans et du canton de Léguevin (avant le redécoupage départemental de 2014, Ondes faisait partie de l'ex-canton de Grenade) et avant le 1er janvier 2017 de la communauté de communes de Save et Garonne.

### Liste des maires
| Période                                  | Période  | Identité    | Étiquette | Qualité     |
| ---------------------------------------- | -------- | ----------- | --------- | ----------- |
| mars 2001                                | En cours | André Pavan | DVD       | Agriculteur |
| Les données manquantes sont à compléter. |          |             |           |             |

## Population et société

### Démographie
| 1793 | 1800 | 1806 | 1821 | 1831 | 1836 | 1841 | 1846 | 1851 |
| ---- | ---- | ---- | ---- | ---- | ---- | ---- | ---- | ---- |
| 288  | 310  | 342  | 406  | 481  | 535  | 531  | 534  | 523  |

| 1856 | 1861 | 1866 | 1872 | 1876 | 1881 | 1886 | 1891 | 1896 |
| ---- | ---- | ---- | ---- | ---- | ---- | ---- | ---- | ---- |
| 535  | 519  | 534  | 505  | 443  | 430  | 404  | 434  | 442  |

| 1901 | 1906 | 1911 | 1921 | 1926 | 1931 | 1936 | 1946 | 1954 |
| ---- | ---- | ---- | ---- | ---- | ---- | ---- | ---- | ---- |
| 452  | 453  | 463  | 474  | 453  | 390  | 383  | 395  | 404  |

| 1962 | 1968 | 1975 | 1982 | 1990 | 1999 | 2006 | 2008 | 2013 |
| ---- | ---- | ---- | ---- | ---- | ---- | ---- | ---- | ---- |
| 338  | 411  | 386  | 402  | 478  | 681  | 728  | 718  | 697  |

| 2018 | 2022 | - | - | - | - | - | - | - |
| ---- | ---- | - | - | - | - | - | - | - |
| 748  | 815  | - | - | - | - | - | - | - |

### Enseignement
Ondes fait partie de l'académie de Toulouse.
L'éducation est assurée dans la commune de Ondes par une école primaire (école maternelle et école élémentaires) ainsi qu'un lycée agricole public (LEGTA d'Ondes et CFPPA d'Ondes formant l'EPL d'Ondes).

### Culture
Bibliothèque, comité des fêtes.

#### Associations
10 associations y existent en 2015.

### Activités sportives
2 terrains de football, 2 terrains de tennis, terrain de Basket-ball, boulodrome, karaté.

### Écologie et recyclage
La collecte et le traitement des déchets des ménages et des déchets assimilés ainsi que la protection et la mise en valeur de l'environnement se font dans le cadre de la communauté de communes de Save et Garonne.

## Économie

### Revenus
En 2018  (données Insee publiées en septembre 2021), la commune compte 293 ménages fiscaux, regroupant 707 personnes. La médiane du revenu disponible par unité de consommation est de 23 090 € (23 140 € dans le département).

### Emploi
|                | 2008  | 2013  | 2018  |
| -------------- | ----- | ----- | ----- |
| Commune        | 3,9 % | 9,3 % | 6,7 % |
| Département    | 7,7 % | 9,6 % | 9,3 % |
| France entière | 8,3 % | 10 %  | 10 %  |

En 2018, la population âgée de 15 à 64 ans s'élève à 504 personnes, parmi lesquelles on compte 78,8 % d'actifs (72 % ayant un emploi et 6,7 % de chômeurs) et 21,2 % d'inactifs,. Depuis 2008, le taux de chômage communal (au sens du recensement) des 15-64 ans est inférieur à celui de la France et du département.
La commune fait partie de la couronne de l'aire d'attraction de Toulouse, du fait qu'au moins 15 % des actifs travaillent dans le pôle,. Elle compte 275 emplois en 2018, contre 248 en 2013 et 260 en 2008. Le nombre d'actifs ayant un emploi résidant dans la commune est de 364, soit un indicateur de concentration d'emploi de 75,6 % et un taux d'activité parmi les 15 ans ou plus de 66,7 %.
Sur ces 364 actifs de 15 ans ou plus ayant un emploi, 43 travaillent dans la commune, soit 12 % des habitants. Pour se rendre au travail, 90,7 % des habitants utilisent un véhicule personnel ou de fonction à quatre roues, 2,7 % les transports en commun, 3,6 % s'y rendent en deux-roues, à vélo ou à pied et 3 % n'ont pas besoin de transport (travail au domicile).

### Activités hors agriculture

#### Secteurs d'activités
65 établissements sont implantés  à Ondes au 31 décembre 2019. Le tableau ci-dessous en détaille le nombre par secteur d'activité et compare les ratios avec ceux du département,.
| Secteur d'activité                                                                                        | Commune | Commune | Département |
| Secteur d'activité                                                                                        | Nombre  | %       | %           |
| --- | ------- | ------- | ----------- |
| Ensemble                                                                                                  | 65      |         |             |
| Industrie manufacturière, industries extractives et autres                                                | 10      | 15,4 %  | (5,7 %)     |
| Construction                                                                                              | 9       | 13,8 %  | (12 %)      |
| Commerce de gros et de détail, transports, hébergement et restauration                                    | 11      | 16,9 %  | (25,9 %)    |
| Activités financières et d'assurance                                                                      | 11      | 16,9 %  | (3,8 %)     |
| Activités immobilières                                                                                    | 2       | 3,1 %   | (4,2 %)     |
| Activités spécialisées, scientifiques et techniques et activités de services administratifs et de soutien | 13      | 20 %    | (19,8 %)    |
| Administration publique, enseignement, santé humaine et action sociale                                    | 3       | 4,6 %   | (16,6 %)    |
| Autres activités de services                                                                              | 6       | 9,2 %   | (7,9 %)     |

Le secteur des activités spécialisées, scientifiques et techniques et des activités de services administratifs et de soutien est prépondérant dans la commune puisqu'il représente 20 % du nombre total d'établissements de la commune (13 sur les 65 entreprises implantées  à Ondes), contre 19,8 % au niveau départemental.

#### Entreprises et commerces
Les cinq entreprises ayant leur siège social sur le territoire communal qui génèrent le plus de chiffre d'affaires en 2020 sont : 
- Les Graviers Garonnais, exploitation de gravières et sablières, extraction d'argiles et de kaolin (8 217 k€)
- Sud Culture, reproduction de plantes (1 154 k€)
- TBG, activités de conditionnement (802 k€)
- PMH, autres activités auxiliaires de services financiers, hors assurance et caisses de retraite, n.c.a. (413 k€)
- PLC Concept, activités spécialisées, scientifiques et techniques diverses (151 k€)

Gravières, deux zones industrielles, voir aussi Eurocentre situé à proximité dans la commune voisine de Castelnau-d'Estrétefonds.

### Agriculture
|               | 1988 | 2000 | 2010 | 2020 |
| ------------- | ---- | ---- | ---- | ---- |
| Exploitations | 16   | 9    | 8    | 8    |
| SAU (ha)      | 551  | 441  | 466  | 408  |

La commune est dans « les Vallées », une petite région agricole consacrée à la polyculture sur les plaines et terrasses alluviales qui s’étendent de part et d’autre des sillons marqués par la Garonne et l’Ariège. En 2020, l'orientation technico-économique de l'agriculture  dans la commune est la culture de fleurs et/ou horticulture diverse. Huit exploitations agricoles ayant leur siège dans la commune sont dénombrées lors du recensement agricole de 2020 (16 en 1988). La superficie agricole utilisée est de 408 ha,,.

## Culture locale et patrimoine

### Lieux et monuments
- Kiosque à musique
- Château d’eau avec fresque
- Monument aux morts

#### Église Saint-Jean-Baptiste d'Ondes
L’église fut dessinée par l’architecte Auguste Virebent (1792-1859). Le chantier qui débuta en 1841, s’acheva en 1852. Installée à Launaguet, la famille Virebent possédait alors une manufacture florissante de décors de terre cuite moulée et tous les éléments décoratifs de l’église de Ondes y ont été fabriqués. C’est l’uniformité et la qualité de cet ensemble qui ont permis le classement de l’édifice en 1984. L’église est construite selon la tradition classique et néo-antique de la fin du XVIIIe siècle. La porte d'entrée s'inscrit sous un fronton triangulaire orné d'un médaillon figurant saint Jean-Baptiste enfant. Deux statues nichées de saint André et saint Pierre encadrent le portail. Deux pilastres amortis par des clochetons flanquent la façade couronnée par le clocher-mur. La nef est partagée par deux rangées de colonnes feuillagées avec chapiteaux corinthiens. Le chœur en abside est orné d’une Assomption de la Vierge. L’autel de marbre est encadré par deux crédences et surmonté d’une statue de saint Jean-Baptiste.

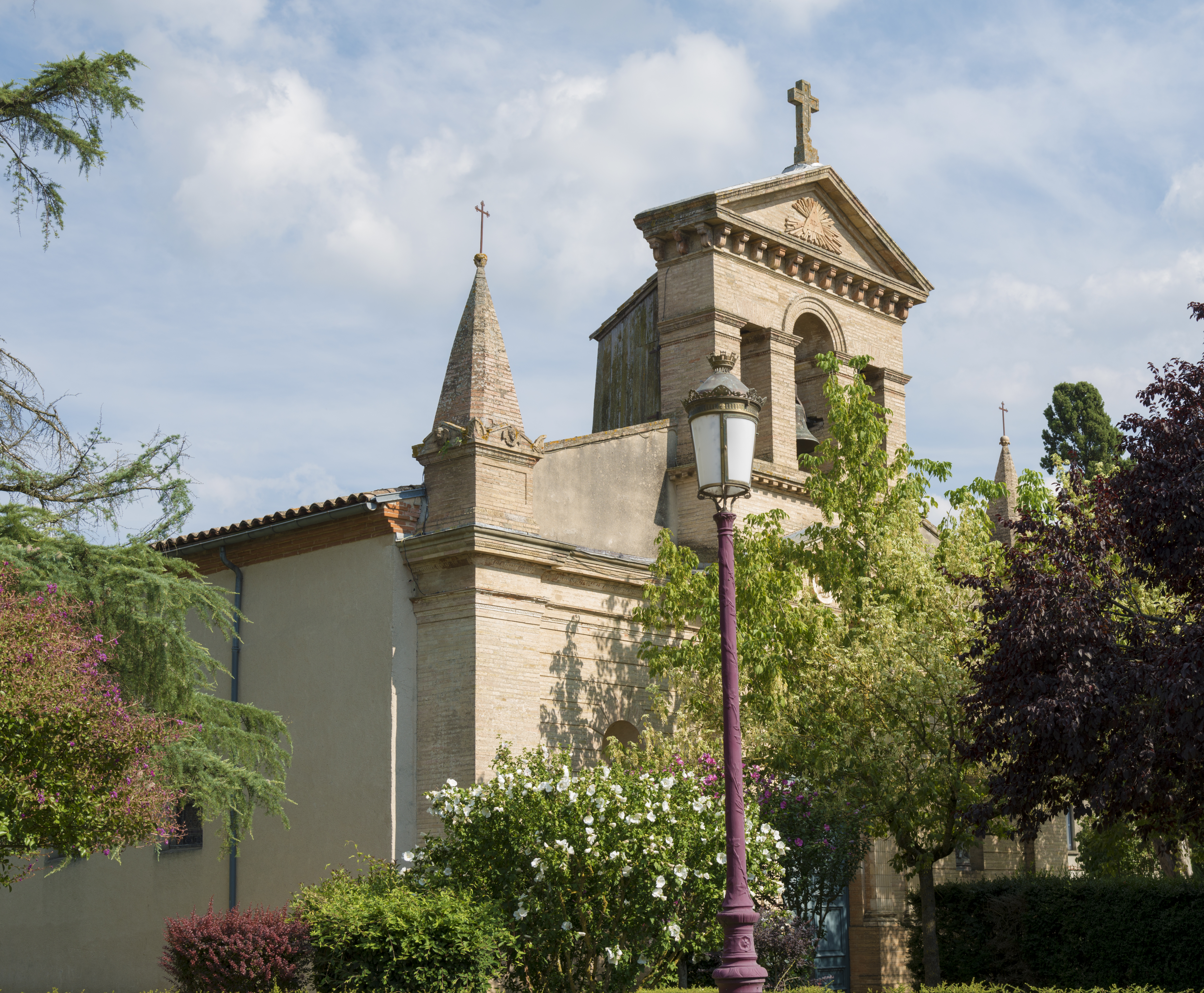
L'église Saint-Jean-Baptiste d'Ondes.
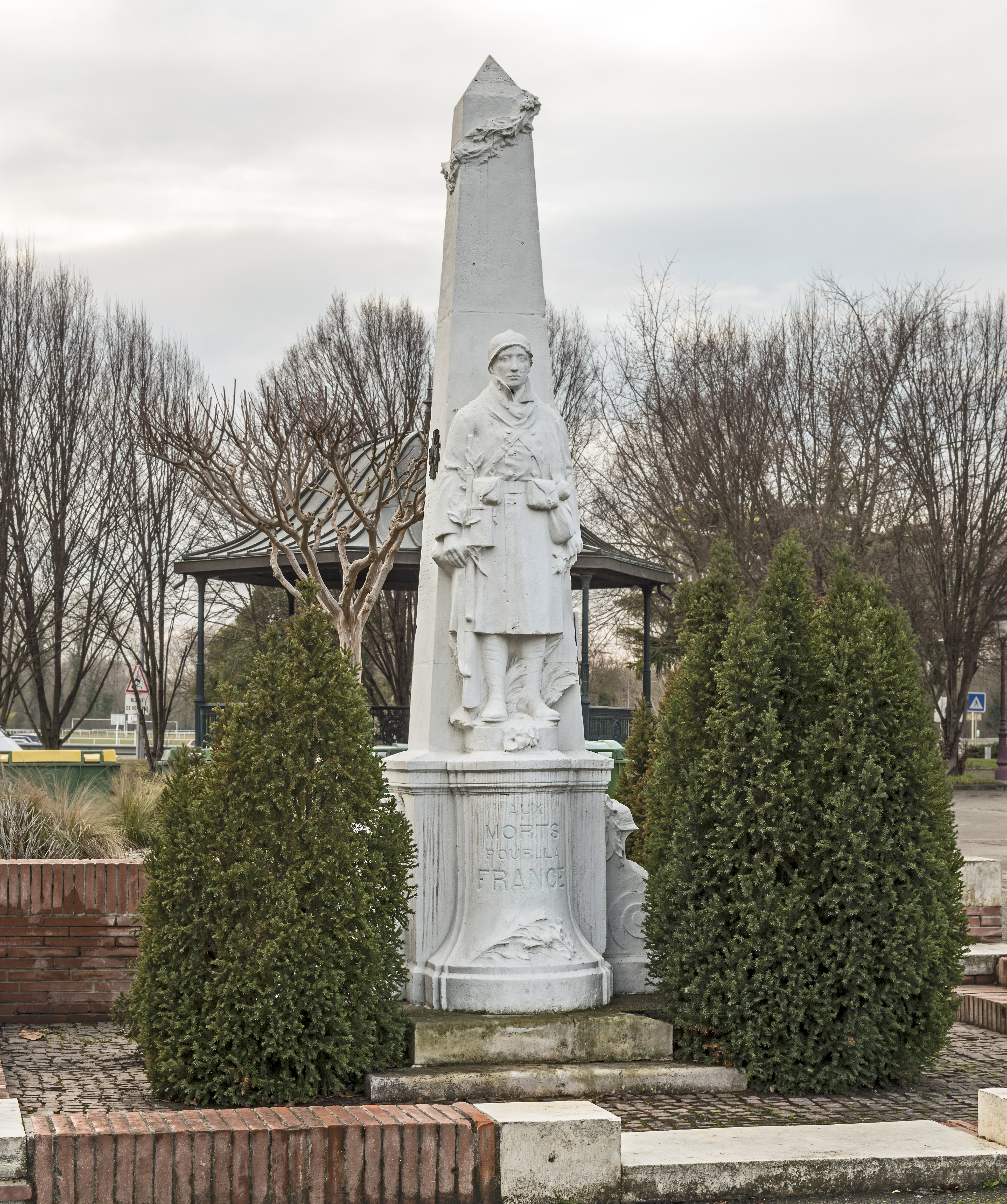
Le monument aux morts.

### Personnalités liées à la commune
- Fabien Duchein